# Dindon porcelaine
Le Dindon Porcelaine est une race de dindon français récente, originaire du Limousin, homologuée en 2007 par Gérard Roumilhac. Il s'agit d'un croisement entre le dindon jaspé de Ronquières, le dindon rouge des Ardennes et le dindon bleu de Suède.

## Description
Le dindon porcelaine est de taille modeste. Son plumage est tricolore à dominante gris cendré.

## Standard
- Dindon : 7 à 8 kg[2]
- Dinde : 4 à 5 kg[2]